# Anton Diabelli
Anton Diabelli (Mattsee, 5 settembre 1781 – Vienna, 8 aprile 1858) è stato un compositore, pianista e editore musicale austriaco.

## Biografia
Professore ed editore di musica, nacque il 5 settembre 1781 a Mattsee, nei pressi di Salisburgo, dove il padre era musicista e sagrestano. Questi insegnò a suo figlio gli elementi del canto, del pianoforte e del violino. All'età di sette anni fu accolto come fanciullo corista nel convento di Michaelbeuern e due anni dopo entrò nella cappella di Salisburgo. 
Nel 1796 andò a continuare i suoi studi a Monaco e a perfezionare il suo sapere nella teoria e nella pratica della musica. All'età di 19 anni, studiò teologia nel monastero di Raitenhaslach e cominciò a saggiare le sue qualità nei differenti generi di composizione. Sottopose le sue opere all'esame di Michael Haydn che gli aveva insegnato l'arte di comporre e che gli testimoniò sempre un paterno interesse. Si destinò quindi allo stato monastico, ma la secolarizzazione dei conventi in Baviera cambiò i suoi progetti e lo determinò a recarsi a Vienna.
Là si diede all'esercizio del suo talento e si fece professore di musica insegnando pianoforte e chitarra. Nel 1818 si associò con l'editore di musica Cappi e nel 1824 rilevò l'attività che aveva in precedenza iniziato col suo socio. Nel 1852 cedette la sua attività al suo aiutante C.A.Spina. Nel 1851 pubblicò il catalogo tematico delle opere di Franz Schubert. 
Morì a Vienna, l'8 aprile 1858.

## Considerazioni sull'artista
Come compositore di musica, Diabelli si è fatto notare, se non per il merito delle sue opere, quantomeno per la sua fecondità. Le sue composizioni didattiche sono tipiche pagine senza problemi, di regolarissima quadratura, armonicamente elementari e melodicamente insinuanti, destinate a quel tipo di pianismo casalingo che avrà imponenti manifestazioni nel corso del XIX secolo. Nello stesso ambito, pur con qualche pretesa in più come tecnica esecutiva, sono le composizioni per chitarra e pianoforte. Al di fuori dell'ambito didattico, la sua produzione conserva la sua tranquilla socievolezza Biedermeier. Ha scritto per quasi tutti i generi e pressoché ogni strumento esistente, per il teatro, per la chiesa, musica da camera e da concerto ed era decisamente orientato verso un pubblico di modesti consumatori locali. Come editore fu molto attivo, ma era avaro e duro verso i giovani artisti di cui pubblicava le opere e che contribuivano alla sua fortuna. Fu così che acquistò a vil prezzo la maggior parte delle composizioni di Franz Schubert di cui fu il primo editore, rimproverandogli persino di comporre troppo e di portargli troppo spesso manoscritti, scuse che utilizzava per diminuirgli l'importo dovutogli per ogni opera.

## Opere
Si hanno di lui diverse raccolte di danze e valzer per l'orchestra, quartetti, trii, duetti per violino e flauto, musica per chitarra sola e in varie combinazioni cameristiche, sonate per piano con e senza accompagnamento, rondeau, minuetti, valzer, cadenze, studi, pot-pourri, sempre per gli stessi strumenti, oltre a dieci messe, dodici graduali, dodici offertori, sette Tantum Ergo per più voci, orchestra e organo, cantate, duetti, canzoni tedesche e romanze con accompagnamento di piano, operette o vaudeville, ecc. Il numero totale delle sue composizioni con numero d'opera supera il centinaio, più almeno altrettante composizioni prive di numero d'opera. Fu autore anche di messe brevi (con organo o orchestra), messe solenni, graduali, offertori e altri brani di musica religiosa.
Un suo valzer fu utilizzato da Beethoven come tema delle 33 Variazioni per pianoforte op. 120, note anche come Variazioni Diabelli e fu a base di un progetto musicale collaborativo avviato dallo stesso Diabelli, chiamato Vaterländischer Künstlerverein a cui aderirono circa 50 musicisti del tempo, contribuendo ciascuno con una variazione.